# Synamphichaeta tricincta
Synamphichaeta tricincta là một loài ruồi trong họ Tachinidae.